# Diestrammena roundata
Diestrammena roundata är en insektsart som beskrevs av Zhang, Feng och Xiangwei Liu 2009. Diestrammena roundata ingår i släktet Diestrammena och familjen grottvårtbitare. Inga underarter finns listade i Catalogue of Life.